# Podlehnik

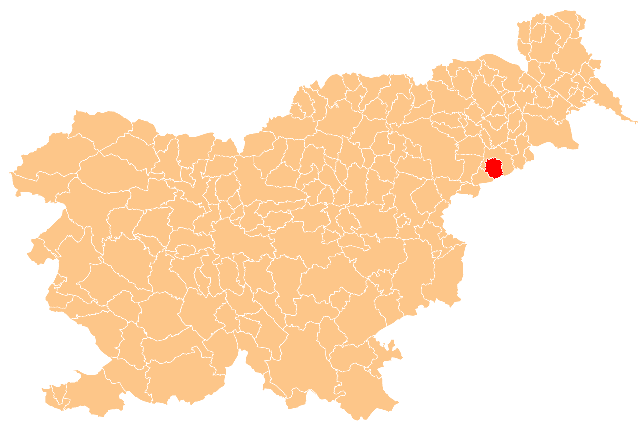
Podlehniks läge i Slovenien.

Podlehnik är en mindre kommun i nordöstra Slovenien med 1 820 invånare (2002).